# 3 de septiembre
El 3 de septiembre es el 246.º (ducentésimo cuadragésimo sexto) día del año —el 247.º (ducentésimo cuadragésimo séptimo) en los años bisiestos— en el calendario gregoriano. Quedan 119 días para finalizar el año.

## Acontecimientos
- 401 a. C.: en Cunaxa (aldea a unos 70 km al norte de Babilonia) sucede la batalla de Cunaxa entre Artajerjes II y el príncipe Ciro el Joven.
- 32: en México se escriben los primeros documentos de América en estelas de época olmeca tardía (Ver Tres Zapotes).
- 301: en la península itálica se funda la república de San Marino.
- 1189: en la abadía de Westminster (Inglaterra), Ricardo Corazón de León es coronado rey.
- 1412: Fernando I llega a Zaragoza como nuevo rey de Aragón y jura ante las Cortes su cargo.
- 1539: el papa Paulo III aprueba los estatutos que Ignacio de Loyola le presentó para la fundación de la Compañía de Jesús.
- 1609: cerca de la actual ciudad de Nueva York (Estados Unidos), el explorador británico Henry Hudson es el primer europeo que conoce la bahía de Hudson.
- 1783: la firma del Tratado de París pone fin a la Guerra de Independencia de los Estados Unidos.
- 1791: en Francia se proclama la primera Constitución escrita de su historia.
- 1792: en Francia, Jean-Paul Marat justifica las masacres de septiembre en una circular de su diario.
- 1813: en Perú, el pueblo limeño invade edificios públicos contra la demora en la abolición de la Inquisición.
- 1821: en México, Chiapas se declara independiente de España.
- 1821: en los Estados Unidos, un huracán golpea Nueva York. Se trata del único caso conocido en la historia de esa ciudad.
- 1826: en Moscú es coronado el zar Nicolás I.
- 1854: en Buenos Aires (Argentina), Bartolomé Mitre funda el Instituto Histórico-Geográfico del Río de la Plata.
- 1864: explosión en una fábrica de Alfred Nobel para la elaboración de glicerina (elemento esencial para producir dinamita).
- 1873: en España, Santiago Ramón y Cajal es destinado, como teniente militar, a Burgos.
- 1914: el cardenal Giacomo della Chiesa es nombrado papa, con el nombre Benedicto XV.
- 1921: en un hotel en San Francisco (California), el cómico Roscoe Fattie Arbuckle (1887-1933) organiza una fiesta en su habitación. Una de las jóvenes, la actriz Virginia Rappe (30), fallecerá tres días después, lo que arruinará la vida del actor.
- 1925: se juega el primer partido internacional de balonmano.
- 1930: en República Dominicana, un huracán devasta la capital Santo Domingo y causa la muerte de más de 800 personas.
- 1930: en los Estados Unidos, los pilotos franceses Diudonné Costes y Maurice Bellonte aterrizan cerca de Nueva York, después de cruzar el Atlántico en un vuelo de 37 horas.
- 1933: en España, Alejandro Lerroux forma un nuevo Gobierno.
- 1934: en México, Daniel Cosío Villegas funda el Fondo de Cultura Económica, una de las editoriales más importantes de Iberoamérica.
- 1935: Malcolm Campbell se convierte en el primer hombre en manejar un automóvil a más de 300 mph (483 km/h).
- 1938: en un congreso de delegados celebrado en París se funda la Cuarta Internacional y se aprueba el Programa de Transición elaborado por León Trotski.
- 1939: en Bydgoszcz (en alemán, Bromberg), en Polonia ―en el marco de la Segunda Guerra Mundial― los nazis perpetran los asesinatos del Domingo Sangriento.
- 1939: en el marco de la Segunda Guerra Mundial, Inglaterra y Francia declaran la guerra a Alemania tras la invasión de Polonia.
- 1939: llega a Valparaíso en el navío Winnipeg, que transporta emigrantes españoles sacados de Francia por el cónsul especial chileno, el poeta Pablo Neruda.
- 1942: en España se forma el Cuarto Gobierno nacional, que durará hasta 1945.
- 1944: las tropas aliadas liberan Bruselas de la ocupación alemana.
- 1944: la niña judía Anna Frank (de 15 años de edad) es enviada al campo de concentración alemán nazi de Auschwitz (Polonia ocupada). Morirá probablemente en febrero de 1945 en el campo de concentración de Bergen-Belsen. Su hermana, Margot Frank morirá en febrero de 1945 en el mismo campo, también de tifus.
- 1947: Estados Unidos entrega isótopos radiactivos a científicos de países amigos.
- 1950: en Avellaneda (Argentina), Racing Club inaugura el Estadio Presidente Perón, conocido como «el Cilindro», venciendo a Vélez Sarsfield en la 21.ª fecha del Campeonato de Primera División 1950.
- 1953: en Europa entra en vigor la Convención Europea de los Derechos Humanos.
- 1953: en el sitio de pruebas atómicas en Semipalatinsk (Kazajistán) la Unión Soviética hace detonar a 255 m de altura su sexta bomba atómica, que la CIA bautizará como Joe-6, de 5,8 kilotones.
- 1954: en la Ciudad del Vaticano es canonizado el papa Pío X.
- 1955: en España se inaugura el estadio Ramón de Carranza.
- 1967: Suecia adopta la mano derecha para la circulación de vehículos.
- 1971: en su exilio en Madrid, el presidente Juan Domingo Perón recibe el cadáver de su esposa, Evita, secuestrado durante 16 años y mutilado por los militares que lo destituyeron en el golpe de Estado de 1955.
- 1971: Catar se independiza del Reino Unido.
- 1976: la nave espacial estadounidense Viking 2 aterriza en Marte.
- 1976: en las islas Azores, un Hércules C-130 de la Fuerza Aérea Venezolana se estrella con 68 personas a bordo (el Orfeón Universitario y la tripulación). El hecho será conocido como la Tragedia de las Azores.
- 1978: Juan Pablo I comienza oficialmente su pontificado (y fallecerá un mes después).
- 1981: entra en vigencia la Convención sobre la eliminación de todas las formas de discriminación contra la mujer.
- 1982: en Palermo (Sicilia) es asesinado el general Carlo Alberto dalla Chiesa, encargado de luchar contra la mafia siciliana.
- 1984: Iron Maiden lanza el álbum Powerslave.
- 1986: en Sudáfrica, el obispo y Premio Nobel de la Paz en 1984, Desmond Tutu, es nombrado oficialmente arzobispo anglicano de Ciudad del Cabo.
- 1989: Durante un partido entre la selección de fútbol de Chile y la de Brasil en el estadio Maracaná, el guardameta Roberto Rojas simuló ser herido por una bengala, por lo cual Chile abandonó la cancha (Maracanazo de la selección chilena).
- 1992: en Ginebra (Suiza), la Conferencia de Desarme de la ONU adopta el proyecto de convención para la eliminación total de armas químicas.
- 1994: China y Rusia acuerdan el control de sus armas.
  - en Argentina inicia las transmisiones TyC Sports.
- 1995: en San José, California, es fundado eBay, sitio destinado a la subasta y comercio electrónico de productos a través de internet.
- 1996: en Irak, Estados Unidos lanza dos ataques con 44 misiles contra objetivos militares.
- 1998: frente a las costas de Nueva Escocia (Canadá) estalla un MD-11 de la Swissair.
- 2000: en la Ciudad del Vaticano, el papa Juan Pablo II beatifica a Juan XXIII y a Pío IX.
- 2004: en una escuela de Beslán, agentes rusos matan a 335 personas en la operación de liberación de rehenes.
- 2006: en Japón, la Selección española se proclama por primera vez vencedora en el MundoBasket tras derrotar a Grecia en la final 47-70 con Pau Gasol lesionado.
- 2006: en los Estados Unidos, Andre Agassi se retira del tenis en activo tras perder en el Open ante el joven alemán Benjamin Becker por 7-5, 6-7, 6-4 y 7-5.
- 2007: el noticiero Monitor regresa al aire 65 días después de que José Gutiérrez Vivó anunció el fin de transmisiones por motivos económicos.
- 2009: en los Estados Unidos, Michael Jackson es sepultado en el cementerio Forest Lawn de la ciudad de Los Ángeles (California) 70 días después de su muerte.
- 2013: Ariana Grande lanza su álbum debut, Yours Truly.
- 2015: en Guatemala, asume la presidencia Alejandro Maldonado Aguirre, luego de que Otto Pérez Molina renunciara el día anterior.
- 2017: Corea del Norte afirma que ha detonado una bomba de hidrógeno, equivalente a unos 100 kilotones de TNT. El Servicio Geológico de los Estados Unidos informó de un terremoto de 6.3 magnitud, no lejos del sitio de prueba nuclear de Punggye-ri.
- 2022: La NASA suspende por segunda vez el lanzamiento de su misión lunar no tripulada Artemis I, debido a una fuga detectada en el conducto que alimenta de combustible al cohete SLS.

## Nacimientos
- 1499: Diana de Poitiers, aristócrata francesa (f. 1566), amante del rey Enrique II de Francia.
- 1568: Adriano Banchieri, escritor, organista, compositor y poeta italiano (f. 1634).
- 1643: Lorenzo Bellini, médico, anatomista y poeta italiano (f. 1703).
- 1724: Guy Carleton, aristócrata («barón de Dorchester») británico (f. 1808).
- 1781: Eugène de Beauharnais, aristócrata veneciano (f. 1824), hijo adoptivo de Napoleón Bonaparte.
- 1797: Benjamin Nottingham Webster, dramaturgo y actor británico (f. 1882).
- 1810: Paul Kane, pintor irlandés-canadiense (f. 1871).
- 1849: Sarah Orne Jewett, escritora estadounidense (f. 1909).
- 1856: Louis Sullivan, arquitecto estadounidense precursor de la arquitectura moderna (f. 1924).
- 1859: Jean Jaurés, líder socialista francés (f. 1914).

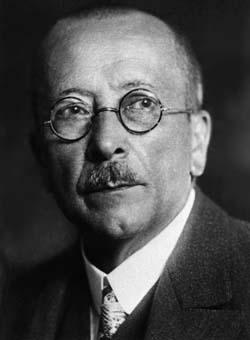
Fritz Pregl

- 1869: Fritz Pregl, químico austríaco, premio nobel de química en 1923 (f. 1930).
- 1875: Ferdinand Porsche, ingeniero automovilístico austriaco-alemán (f. 1951).
- 1884: Francisco José Múgica, militar y político mexicano (f. 1954).
- 1889: José María Belauste, futbolista español (f. 1964).
- 1890: Agustín Olachea, político y militar mexicano (f. 1973).
- 1899: Frank Macfarlane Burnet, biólogo australiano (f. 1985).
- 1900: Maurice Herbert Dobb, economista británico (f. 1976).

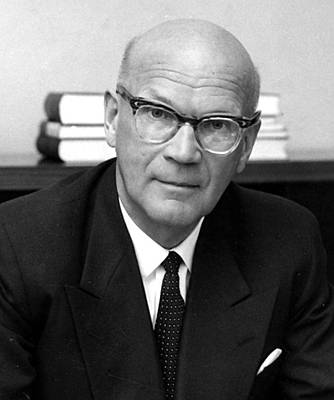
Urho Kekkonen

- 1900: Urho Kekkonen, presidente finlandés (f. 1986).
- 1900: Eduard van Beinum, director de orquesta y músico neerlandés (f. 1959)
- 1901: José Bohr, director, productor, actor, guionista y compositor alemán (f. 1994).
- 1905: Carl David Anderson, físico estadounidense, premio nobel de física en 1936 (f. 1991).
- 1905: Alberto Arvelo Torrealba, escritor, abogado, político y crítico literario venezolano, autor de Florentino y el Diablo (f. 1971)
- 1905: Oscar Bidegain, político y tirador profesional argentino (f. 1994).
- 1908: Roberto Pettinato (padre), policía y funcionario peronista argentino (f. 1993). Durante el gobierno de Juan Domingo Perón (1943‑1955) clausuró el inhumano Penal de Ushuaia, eliminó los grilletes y erradicó el uso del uniforme a rayas. La seguidilla de dictaduras y tiranías seudodemocráticas de 1955 a 1973 lo exiliaron en Ecuador con su familia. Padre del personaje mediático del mismo nombre.
- 1910: Kitty Carlisle, actriz estadounidense (f. 2007).
- 1913: Ignacio Agustí, escritor y periodista español (f. 1974).
- 1913: Alan Ladd, actor estadounidense (f. 1964).
- 1913: Saburo Ienaga, historiador japonés (f. 2002).
- 1914: Narciso Perales, médico español y político falangista (f. 1993).
- 1920: León Ferrari, artista plástico argentino (f. 2013).
- 1920: Chabuca Granda, cantautora peruana (f. 1983).
- 1920: Marguerite Higgins, periodista y corresponsal de guerra estadounidense (f. 1966).
- 1922: Alexander Kazhdan, bizantinista ruso-estadounidense (f. 1997).
- 1924: Juan Pablo Terra Gallinal, arquitecto y político uruguayo (f. 1991).
- 1928: Délfor Medina, actor argentino (f. 2006).
- 1928: Gaston Thorn, político luxemburgués, presidente de la Comisión Europea (f. 2007).
- 1929: Irene Papas, actriz griega (f. 2022).
- 1929: Enrique Lihn, poeta chileno (f. 1988).
- 1929: Whitey Bulger, criminal estadounidense (f. 2018).
- 1930: Jorge Livraga, teósofo, líder de secta y escritor argentino (f. 1991), fundador en 1957 de la secta Nueva Acrópolis.
- 1931: Dick Motta, exentrenador estadounidense de básquetbol.
- 1931: José de Torres Wilson, historiador uruguayo (f. 1999).

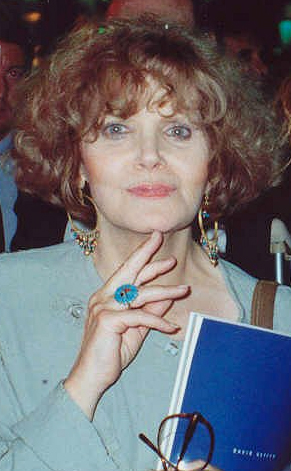
Eileen Brennan

- 1932: Eileen Brennan, actriz estadounidense (f. 2013).
- 1933: Carlos Díaz Medina, alcalde gaditano entre 1982 y 1994.
- 1934: Lucien Müller, futbolista y entrenador francés.
- 1934: Freddie King, guitarrista estadounidense (f. 1976).
- 1936: Zine El Abidine Ben Ali, político tunecino, presidente entre 1987 y 2011 (f. 2019).
- 1938: Ryoji Noyori, químico japonés, premio nobel de química en 2001.

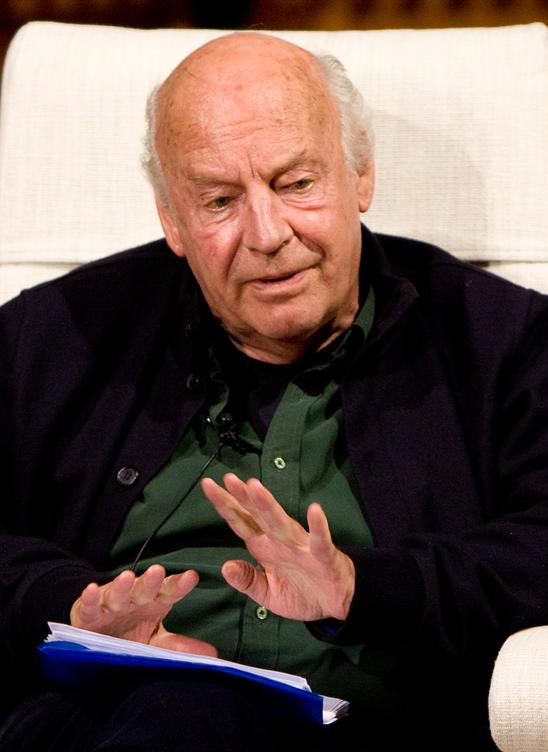
Eduardo Galeano

- 1940: Eduardo Galeano, periodista y escritor uruguayo (f. 2015).
- 1942: Al Jardine, cantante estadounidense de la banda The Beach Boys.
- 1943: Valerie Perrine, actriz y modelo estadounidense.
- 1947: Mario Draghi, economista italiano, presidente del Consejo de Ministros de Italia entre 2021 y 2022.
- 1947: Kjell Magne Bondevik, político noruego, primer ministro de Noruega entre 1997 y 2000 y entre 2001 y 2005.
- 1948: Levy Mwanawasa, abogado zambiano, presidente de  Zambia entre 2002 y 2008 (f. 2008).
- 1949: José Néstor Pékerman, exjugador y director técnico de fútbol argentino.
- 1949: Alberto Garrido, periodista y analista político venezolano (f. 2007).
- 1950: Doug Pinnick, bajista y cantante estadounidense de la banda King's X.
- 1953: Jean-Pierre Jeunet, cineasta francés.
- 1955: Steve Jones, guitarrista británico de la banda Sex Pistols.
- 1959: José Luis Laguía, ciclista español.
- 1960: Fernando Arcega, jugador de baloncesto español.
- 1963: Guido Imbens, economista neerlandés-estadounidense, Premio Nobel Conmemorativo de Economía 2021.
- 1965: Ronny Sianturi, actor y cantante indonesio.
- 1965: Charlie Sheen, actor estadounidense.
- 1965: Álvaro Scaramelli, compositor, tecladista y cantante chileno.
- 1965: Costas Mandylor, actor australiano.
- 1967: Daron Acemoğlu, economista turco, Premio de Economía Conmemorativo de Alfred Nobel 2024.
- 1968: Rafael Lacava, político venezolano, Gobernador de Carabobo desde 2017.
- 1969: Hidehiko Yoshida, yudoca y luchador de artes marciales mixtas japonés.
- 1969: Noah Baumbach, cineasta estadounidense.
- 1969: Jörg Müller, piloto de automovilismo alemán.
- 1970: Gareth Southgate, futbolista y entrenador británico.[1]
- 1971: Kiran Desai, escritora india.
- 1971: Craig Mack, rapero estadounidense. (f. 2018)
- 1971: Paolo Montero, futbolista uruguayo.
- 1971: Drena De Niro, actriz estadounidense.
- 1972: Natalia Estrada, actriz y modelo española.
- 1972: José Manuel Vásquez, político venezolano, Gobernador de Guárico desde 2017.
- 1973: Damon Stoudamire, baloncestista estadounidense.
- 1973: Jakob Piil, ciclista danés.
- 1975: Redfoo (Stefan Kendal Gordy), cantante estadounidense de la banda LMFAO.
- 1976: Samuel Kuffour, futbolista ghanés.
- 1976: Róbson Luís, futbolista brasileño.
- 1977: Rui Marques, futbolista angoleño.
- 1977: Olof Mellberg, futbolista sueco.
- 1977: Stephen Laybutt, futbolista australiano (f. 2024).
- 1977: Miguel Ángel Biaggio, actor mexicano.
- 1978: Valfar, vocalista noruego, fundador de la banda Windir.
- 1979: Júlio César Soares Espíndola, futbolista brasileño.
- 1979: Tomo Milicevic, guitarrista croata-estadounidense de la banda 30 Seconds to Mars.
- 1980: B.G., rapero estadounidense.
- 1980: Daniel Bilos, futbolista argentino.
- 1980: Cone McCaslin, bajista canadiense de la banda Sum 41.
- 1980: Lauro Júnior Batista da Cruz, futbolista brasileño.
- 1981: Gautier Capuçon, violonchelista francés.
- 1981: Krešimir Kordić, futbolista bosnio.
- 1981: Fodé Mansaré, futbolista guineano.
- 1981: Yevguenia Brik, actriz rusa (f. 2022).
- 1982: Carlo Zotti, futbolista italiano.
- 1982: Ayumi Fujimura, seiyū japonesa.
- 1982: Everton Kempes dos Santos Gonçalves,  futbolista brasileño del Chapecoense (f. 2016).
- 1983: Cristian Fabbiani, futbolista argentino.
- 1983: Augusto Farfus, piloto de automovilismo brasileño.
- 1983: Nicky Hunt, futbolista británico.
- 1983: Alexander Klaws, cantante alemán.
- 1983: Aida Oset, actriz española.
- 1984: Garrett Hedlund, actor estadounidense.
- 1984: David Fiegen, atleta luxemburgués.
- 1984: André Cardoso, ciclista portugués.
- 1985: Scott Carson, futbolista británico.
- 1985: Mark van den Boogaart, futbolista neerlandés.
- 1985: Swen König, futbolista suizo.
- 1985: Yūki Kaji, seiyū japonés.
- 1986: Jean-Pierre Drucker, ciclista luxemburgués.
- 1986: Jorge Pinarello, actor, director y youtuber argentino, creador del canal Te Lo Resumo Así Nomás.
- 1986: Shaun White, snowboarder estadounidense.
- 1987: Modibo Maïga, futbolista maliense.
- 1987: José Gildeixon Clemente de Paiva, futbolista brasileño del Chapecoense (f. 2016).
- 1988: Jérôme Boateng, futbolista alemán.
- 1989: Gusttavo Lima, cantante brasileño.
- 1991: Sascha Studer, futbolista suizo.
- 1992: Sebastian Lletget, futbolista estadounidense.
- 1993: Dominic Thiem, tenista austriaco.
- 1993: Yukitoshi Itō, futbolista japonés.
- 1995: Niklas Süle, futbolista alemán.
- 1996: Joy, integrante del grupo Red Velvet.
- 1997: Bernard Tekpetey, futbolista ghanés.
- 1997: Javi Areso, futbolista español.
- 1997: Hana Kimura, luchadora profesional joshi puroresu japonesa (f. 2020).
- 1997: Hikmatullah Zain, taekwondista afgano.
- 1997: Yusif Nabiyev, futbolista azerí.
- 1997: Graeme Torrilla, futbolista gibraltareño.
- 1997: Melvin Tchiknavorian, esquiador acrobático francés.
- 1997: Juan Oliva Gómez, baloncestista español.
- 1997: Rodrigo Conde, remero español.
- 1997: Kenta Oshima, atleta japonés.
- 1998: Joni Montiel, futbolista español.
- 1998: Oshane Staple, futbolista jamaicano.
- 1998: Kristian Fulton, jugador de fútbol americano estadounidense.
- 1999: Filip Maciejuk, ciclista polaco.
- 1999: Miguel de la Fuente Escudero, futbolista español.
- 1999: Sarah Lagger, atleta austriaca.
- 2000: Ashley Boettcher, actriz estadounidense.
- 2000: Hilmar Henningsson, baloncestista islandés.
- 2000: Lyle Foster, futbolista sudafricano.
- 2000: Tomás Verón Lupi, futbolista argentino.
- 2000: Brandon Williams, futbolista británico.
- 2001: Kaia Gerber, modelo estadounidense.
- 2001: Kata Blanka Vas, ciclista húngara.
- 2001: Luke Travers, baloncestista australiano.
- 2001: Emil Konradsen Ceide, futbolista noruego.
- 2002: Miranda Kay, actriz canadiense-mexicana.
- 2002: Iman Vellani, actriz canadiense.
- 2002: Fem van Empel, ciclista neerlandesa.
- 2002: Layton Stewart, futbolista británico.
- 2003: Jack Dylan Grazer, actor estadounidense.
- 2004: Anan Khalaily, futbolista israelí.
- 2006: Huang Yuting, tiradora china.
- 2008: Saba Kharebashvili, futbolista georgiano.

## Fallecimientos
- 931: Uda, emperador japonés (n. 867).
- 1402: Gian Galeazzo Visconti, gobernante milanés (n. 1351).
- 1467: Leonor de Portugal y Aragón, aristócrata portuguesa, esposa del emperador alemán Federico III de Habsburgo (n. 1434).
- 1658: Oliver Cromwell, hombre de estado y estadista inglés (n. 1599).
- 1667: Alonso Cano, pintor, escultor y arquitecto español  (n. 1601).
- 1669: Esteban Manuel de Villegas, poeta español (n. 1589).
- 1720: Henrí de Massue, militar francés (n. 1648).
- 1816: Liborio Mejía, líder de la independencia colombiano (n. 1792).
- 1836: Daniel Mendoza, boxeador británico (n. 1764).
- 1853: Augustin Saint-Hilaire, botánico francés (n. 1779).
- 1877: Adolphe Thiers, historiador y político francés (n. 1797).
- 1883: Iván Turguénev, novelista ruso (n. 1818).
- 1894: León Federico Aneiros, sacerdote argentino (n. 1826).
- 1936: Sadí de Buen Lozano, médico y científico español (n. 1893).
- 1940: Henri Lavedan, escritor francés (n. 1859).
- 1946: Moriz Rosenthal, pianista polaco (n. 1862).
- 1948: Edvard Beneš, estadista checoslovaco (n. 1884).
- 1951: Ernestina Lecuona, compositora, pianista y docente cubana (n. 1882).
- 1954: Teodoro Rojas, botánico y científico paraguayo (n. 1877).
- 1960: Joseph Lamb, pianista de ragtime y compositor estadounidense (n. 1887).
- 1965: Hutin Britton, actriz inglesa (n. 1876).
- 1968: Juan José Castro, compositor argentino (n. 1895).
- 1970: Blind Owl, cantante estadounidense, integrante de la banda Canned Heat (n. 1943).
- 1971: Rosa Wernicke, escritora y poeta argentina (n. 1907).
- 1974: Harry Partch, compositor estadounidense (n. 1901).
- 1976: Vinicio Adames, músico y director de coro y orquesta venezolano (n. 1927).
- 1977: Blackie, periodista, conductora de radio y cantante de jazz argentina (n. 1912).
- 1978: Amancio Barreiro, taxista español (n. 1942).
- 1979: Marcelino García Barragán, militar y político mexicano (n. 1895).
- 1982: Frederic Dannay (Daniel David Nathan), escritor judeoestadounidense (n. 1905), que con su primo Manfred Bennington Lee (1905-1971) utilizaron el seudónimo Ellery Queen.
- 1989: Gaetano Scirea, futbolista italiano (n. 1953).
- 1990: Vicente Rodríguez Casado, catedrático español (n. 1918).
- 1991: Frank Capra, cineasta italiano (n. 1897).
- 1992: Barbara McClintock, genetista estadounidense, premio nobel de medicina en 1983 (n. 1902).
- 1993: José María de Porcioles, político español (n. 1904).
- 1994: Billy Wright, futbolista británico (n. 1924).
- 1998: Espartaco Santoni, actor y productor de cine venezolano (n. 1937).
- 2001: Thuy Trang, actriz vietnamita (n. 1973).
- 2004: Germán Bidart Campos, abogado, profesor y jurista argentino, reconocido por sus múltiples obras de Derecho (n. 1927).
- 2004: César Alonso de las Heras, religioso español (n. 1913).
- 2005: Joan Segarra, futbolista español (n. 1927).
- 2005: William Rehnquist, abogado y juez estadounidense (n. 1924).
- 2007: Gustavo Eberto, futbolista argentino (n. 1983).
- 2007: Diego Espín Cánovas, jurista español (n. 1914)
- 2010: Clare Butterworth Hardham, botánica estadounidense (n. 1918).
- 2010: Juan Huerta Montero, político mexicano (n. 1964).[2]
- 2010: Guillermo Zavaleta Rojas, abogado y político mexicano (n. 1976).[2]
- 2011: Julio Casas Regueiro, militar y político cubano (n. 1936).[3]
- 2011: Andrzej Maria Deskur, cardenal polaco (n. 1924).
- 2012: Griselda Blanco, narcotraficante y criminal colombiana (n. 1943).
- 2012: Michael Clarke Duncan, actor afroestadounidense (n. 1957), el ángel de Milagros inesperados.
- 2012: Martín Zapata Fonseca, teólogo y religioso venezolano (n. 1966).
- 2012: Sun Myung Moon, líder de secta y millonario surcoreano (n. 1920), creador de la secta Moon.
- 2014: Miguel Alcobendas, director de cine, guionista y realizador de televisión (n. 1939).
- 2014: EunB, cantante, compositora, bailarina y rapera surcoreana (n. 1992).
- 2015: Chandra Bahadur Dangi, ciudadano nepalí, hombre más pequeño del mundo (n. 1939).
- 2015: Takuma Nakahira fotógrafo japonés (n. 1938).
- 2016: Miguel Ángel Bustillo, futbolista español (n. 1934).
- 2016: Jean-Christophe Yoccoz, matemático francés (n. 1957).
- 2018: Pedro Villagra, actor español (n. 1934).
- 2019: Manuel Santander Cahué, chirigotero y autor del himno del Cádiz CF (n. 1962).
- 2023: Yolanda Ciani, actriz mexicana (n. 1938).
- 2023: Lefty SM, rapero mexicano (n. 1992).
- 2024: Selva Alemán, actriz argentina (n. 1944).
- 2024: Robinson Oquendo Guisao, narcotraficante, mafioso y asesino colombiano (n. años 1980), miembro del Clan del Golfo.[4]

## Celebraciones
- Día Mundial de la Higiene.[5]

### Compartidas
- Observancias relacionadas con las pérdidas de la marina mercante en las dos guerras mundiales:
  -  Canadá: Día del Recuerdo de la Marina Mercante.
  -  Reino Unido: Día de la Marina Mercante.

- Observancias relacionadas con la conmemoración de la victoria sobre Japón en China:
  -  China: Día de la Victoria de Resistencia sobre Japón.
  -  República de China: Día de las Fuerzas Armadas.

 Por países
(Por orden alfabético)
- Argentina:
  - Día del Ferretero.[6]

- Australia:
  - Día de la Bandera.

- Catar:
  - Día de la Independencia.

- San Marino:
  - Fiesta de San Marino y la República.

- Túnez:
  - Día de los Caídos.

- Zambia:
  - Día de Levy Mwanawasa.

### Santoral católico

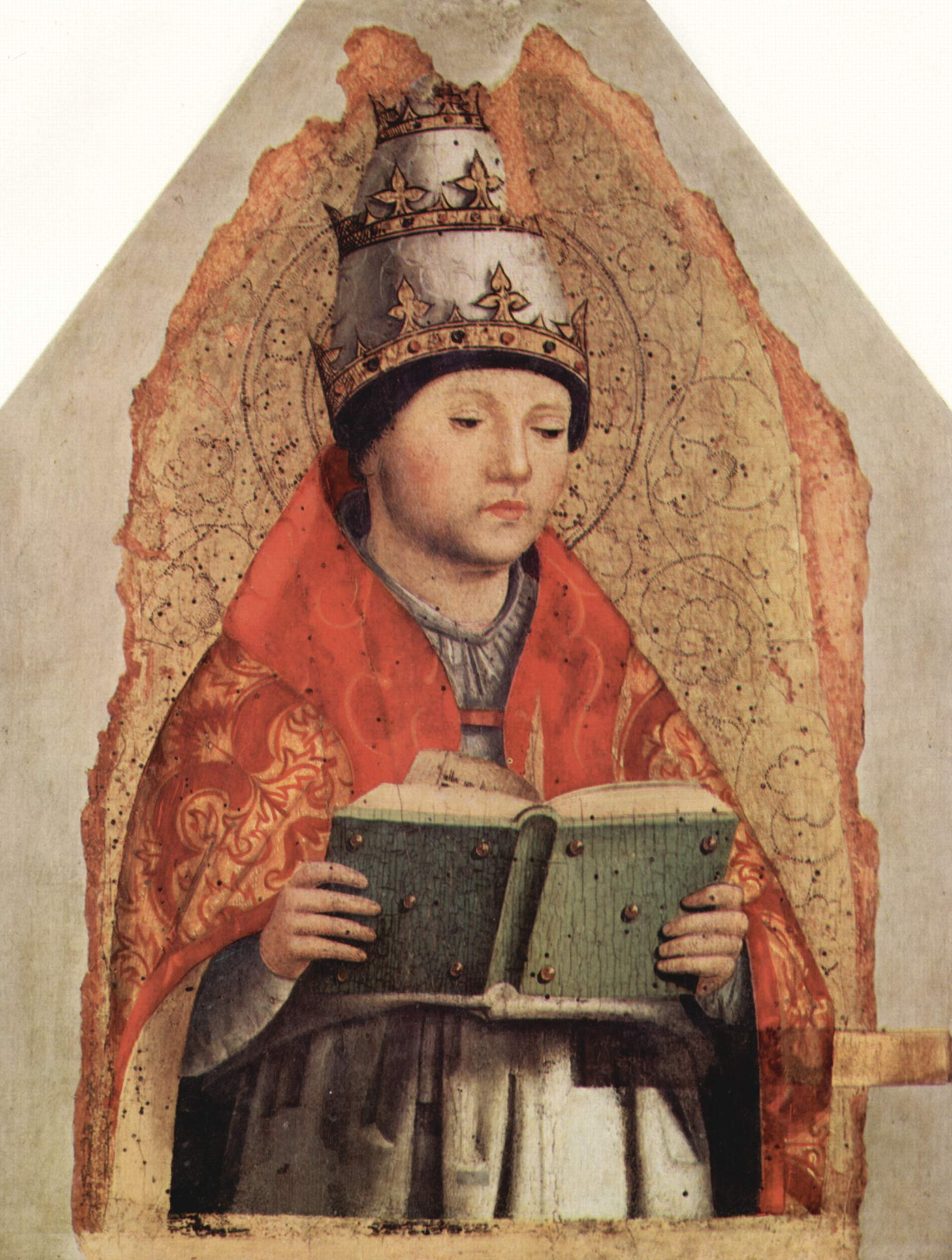
San Gregorio I Magno

- San Gregorio I Magno, papa y doctor de la Iglesia (604).
- Santa Febe de Cencreas (s. I).
- Santa Basilisa de Nicomedia, virgen y mártir (s. IV).
- San Sandalio de Córdoba, mártir (s. IV).
- San Mansueto de Toul, obispo (s. IV).
- San Marino del Monte Titano, diácono y anacoreta (s. IV).
- San Macanisio de Hibernia, obispo (514).
- San Auxano de Milán (589).
- San Vitaliano de Caudium, obispo (s. VII).
- San Rimagilo de Stavelot, obispo y abad (671).
- San Aigulfo de Lérins y compañeros, monjes (675).
- San Crodogango de Sées, obispo y mártir (s. VIII).
- Beato Guala de Brescia, obispo (1244).
- Beato Bartolomé Gutiérrez y cinco compañeros, mártires (1632).
- Beata Brígida de Jesús Morello (1679).
- Beato Andrés Abel Alricy y setenta y un compañeros, mártires (1792).
- Beatos Juan Bautista Bottex, Miguel María Francisco de la Gardettte y Francisco Jacinto le Livec de Trésurin, mártires (1792).
- San Juan Pak Hu-jae y cinco compañeras, mártires (1839).